# カラマン
カラマン（Karaman、旧名ラレンデ Larende）は、トルコ南中部、タウルス山脈の北、コンヤから約100km南に位置する都市。カラマン県の県都。2000年の国勢調査による市域人口は152,450人、市街人口は105,834人。市域面積3,686km2。平均高度1,039m。

## 語源
都市名はカラマン侯国の君主「カラマン・ベイ」に由来する。旧名のギリシャ語ラランダはルヴィ語で「砂地」を意味するLarawandaが元である。おそらくヒッタイト時代はランダと呼ばれていた。

## 歴史

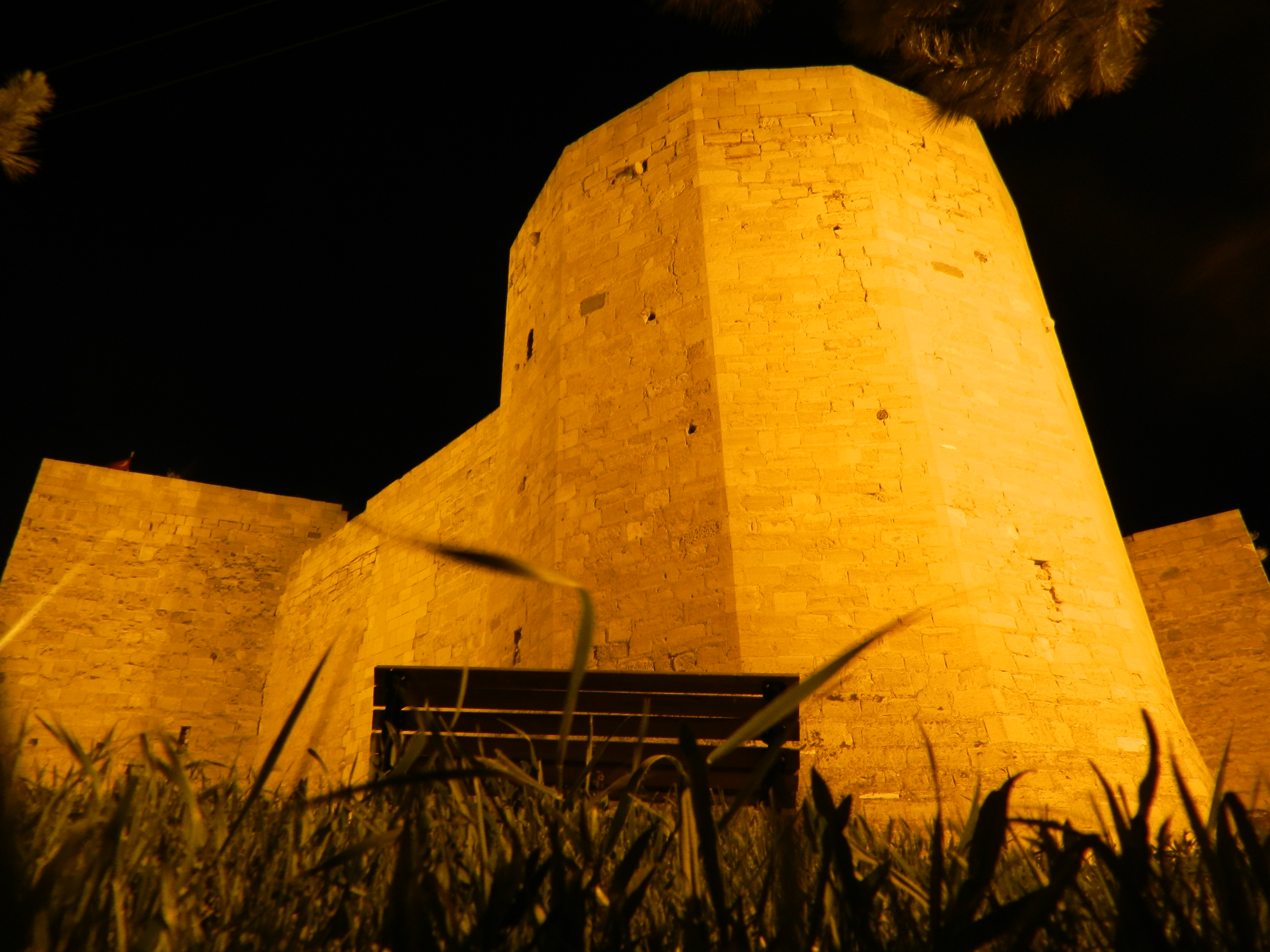
カラマンの城塞

古代カラマンはラランダ（Laranda）と呼ばれ、ペルディッカスにより紀元前322年に破壊され、その後イサウリア海賊の根拠地となった。ローマ帝国（後に東ローマ帝国）に属したが、12世紀初頭にセルジューク朝の領土となった。1190年にフリードリヒ1世バルバロッサが占領し、キリキア・アルメニア王国の重要軍事拠点となった。1256年、町をトルコ人の将軍カラマノール・メフメド・ベイが掌握し、彼の功績を称えてカラマンと改名した。1275年からカラマンはカラマン侯国（および後のオスマン帝国の州）の都となった。1468年カラマン侯国はオスマン帝国に征服され、1483年に州都がコンヤに移った。カラマンは侯国時代の城や街壁、2つのモスクとコーラン学校（マドラサ）を当時残していた。この地方に出自を持つ多くのアルメニア人とギリシャ人がカラマンをその姓の一部に持つ。
初めてトルコ語を使った詩人ユヌス・エムレ（1238年頃 - 1320年）は、この町に住んでいた。ユヌス・エムレ・モスクの傍に埋葬されたといわれ、その隣の小さな公園には彼の詩が記されているが、落書きの被害にあっている。1222年、スーフィー導師バハエッディン・ヴェレドが家族と共にこの町に訪れ、カラマン侯国のアミールは彼らの滞在のためにマドラサを建設した。ヴェレドの息子はジャラール・ウッディーン・ルーミーであり、カラマン滞在中にゲヴヘル・ハトゥン（Gevher Hatun）と結婚した。彼の母が1224年に死んだのもここであり、彼女の遺体は他の家族と共に、アラエッディン・アリ・ベイが1370年に建て替えたマドラサ アッテケ・モスク（マデリ・メヴラナ・ジャミ Mader-i Mevlana Camiとも）に埋葬されている。

## 気候
| カラマンの気候                                  | カラマンの気候 | カラマンの気候 | カラマンの気候 | カラマンの気候 | カラマンの気候 | カラマンの気候 | カラマンの気候 | カラマンの気候 | カラマンの気候 | カラマンの気候 | カラマンの気候 | カラマンの気候 | カラマンの気候 |
| 月                                              | 1月            | 2月            | 3月            | 4月            | 5月            | 6月            | 7月            | 8月            | 9月            | 10月           | 11月           | 12月           | 年             |
| ----------------------------------------------- | -------------- | -------------- | -------------- | -------------- | -------------- | -------------- | -------------- | -------------- | -------------- | -------------- | -------------- | -------------- | -------------- |
| 最高気温記録 °C （°F）                          | 18.6 (65.5)    | 20.5 (68.9)    | 28.7 (83.7)    | 32.3 (90.1)    | 34.3 (93.7)    | 36.9 (98.4)    | 40.4 (104.7)   | 40.4 (104.7)   | 36.4 (97.5)    | 33.2 (91.8)    | 25.7 (78.3)    | 22.3 (72.1)    | 40.4 (104.7)   |
| 平均最高気温 °C （°F）                          | 5.2 (41.4)     | 6.7 (44.1)     | 12.2 (54)      | 18.0 (64.4)    | 23.1 (73.6)    | 27.8 (82)      | 31.2 (88.2)    | 31.1 (88)      | 27.2 (81)      | 20.7 (69.3)    | 13.1 (55.6)    | 7.2 (45)       | 18.62 (65.55)  |
| 平均最低気温 °C （°F）                          | −3.9 (25)      | −3.2 (26.2)    | 0.1 (32.2)     | 4.9 (40.8)     | 8.6 (47.5)     | 12.4 (54.3)    | 15.2 (59.4)    | 14.7 (58.5)    | 10.3 (50.5)    | 5.7 (42.3)     | 0.9 (33.6)     | −2.0 (28.4)    | 5.31 (41.56)   |
| 最低気温記録 °C （°F）                          | −25.8 (−14.4)  | −28.0 (−18.4)  | −20.2 (−4.4)   | −8.3 (17.1)    | −2.2 (28)      | 3.4 (38.1)     | 6.4 (43.5)     | 5.6 (42.1)     | −1.0 (30.2)    | −5.4 (22.3)    | −21.2 (−6.2)   | −26.1 (−15)    | −28 (−18.4)    |
| 降水量 mm （inch）                              | 40.0 (1.575)   | 34.4 (1.354)   | 33.7 (1.327)   | 40.3 (1.587)   | 35.8 (1.409)   | 22.5 (0.886)   | 7.1 (0.28)     | 7.5 (0.295)    | 7.7 (0.303)    | 29.2 (1.15)    | 32.7 (1.287)   | 43.4 (1.709)   | 334.3 (13.162) |
| 平均降雨日数                                    | 9.9            | 9.9            | 9.4            | 8.4            | 8.5            | 4.6            | 1.7            | 1.2            | 1.7            | 5.9            | 7.2            | 9.8            | 78.2           |
| 平均月間日照時間                                | 111.6          | 126            | 201.5          | 237            | 313.1          | 363            | 403            | 378.2          | 315            | 235.6          | 168            | 108.5          | 2,960.5        |
| 出典：Devlet Meteoroloji İşleri Genel Müdürlüğü |                |                |                |                |                |                |                |                |                |                |                |                |                |